# 1871 (numero)
Milleottocentosettantuno (1871) è il numero naturale dopo il 1870 e prima del 1872.

## Proprietà matematiche
- È un numero dispari.
- È un numero primo e un numero primo forte.
  - È un numero primo gemello (con 1873).
  - È un numero primo di Chen.
- È un numero palindromo e un numero ondulante nel sistema posizionale a base 14 (979).
- È un numero nontotiente in quanto dispari e diverso da 1.
- È un numero congruente.
- È un numero malvagio.
- È un numero intero privo di quadrati.
- È parte della terna pitagorica (1871, 1750320, 1750321).

## Astronomia
- 1871 Astyanax è un asteroide troiano di Giove del campo troiano.

## Astronautica
- Cosmos 1871 è un satellite artificiale russo.